# Вильгельм Генрих (князь Нассау-Узингена)
Вильгельм Генрих Нассау-Узингенский (нем. Wilhelm Heinrich von Nassau-Usingen; 2 мая 1684, Хертогенбос — 14 февраля 1718, Узинген) — князь Нассау-Узингена в 1702—1718 годах.

## Биография
Вильгельм Генрих — сын Вальрада Нассау-Узингенского и Екатерины Франциски, графини де Круа. Как и его отец, Вильгельм Генрих посвятил себя военному делу. В 1691 году в звании ротмистра он поступил на службу Нидерландам и в 1701—1707 годах командовал валлонским полком. Получил ранение в битве под Экереном 30 июня 1703 года.
15 апреля 1706 года Вильгельм Генрих женился на графине Шарлотте Амалии Нассау-Дилленбургской (1680—1738), дочери Генриха Нассау-Дилленбургского. У супругов родилось девять детей, из которых пятеро умерли в первый год жизни:
- Франциска (1707—1750)
- Генрих (1708—1708)
- Амелия (1709—1709)
- Вильгельм (1710—1710)
- Карл, князь Нассау-Узингена (1712—1775)
- Людвиг (1714—1714)
- Гедвига (1714—1786)
- Иоганна (1715—1716).
- Вильгельм Генрих, князь Нассау-Саарбрюккена (1718—1768)

Вильгельм Генрих умер в 1718 году, ему наследовал в Нассау-Узингене малолетний сын Карл. Шарлотта Амалия была назначена при нём опекуном до достижения совершеннолетия.